# Poniszowice

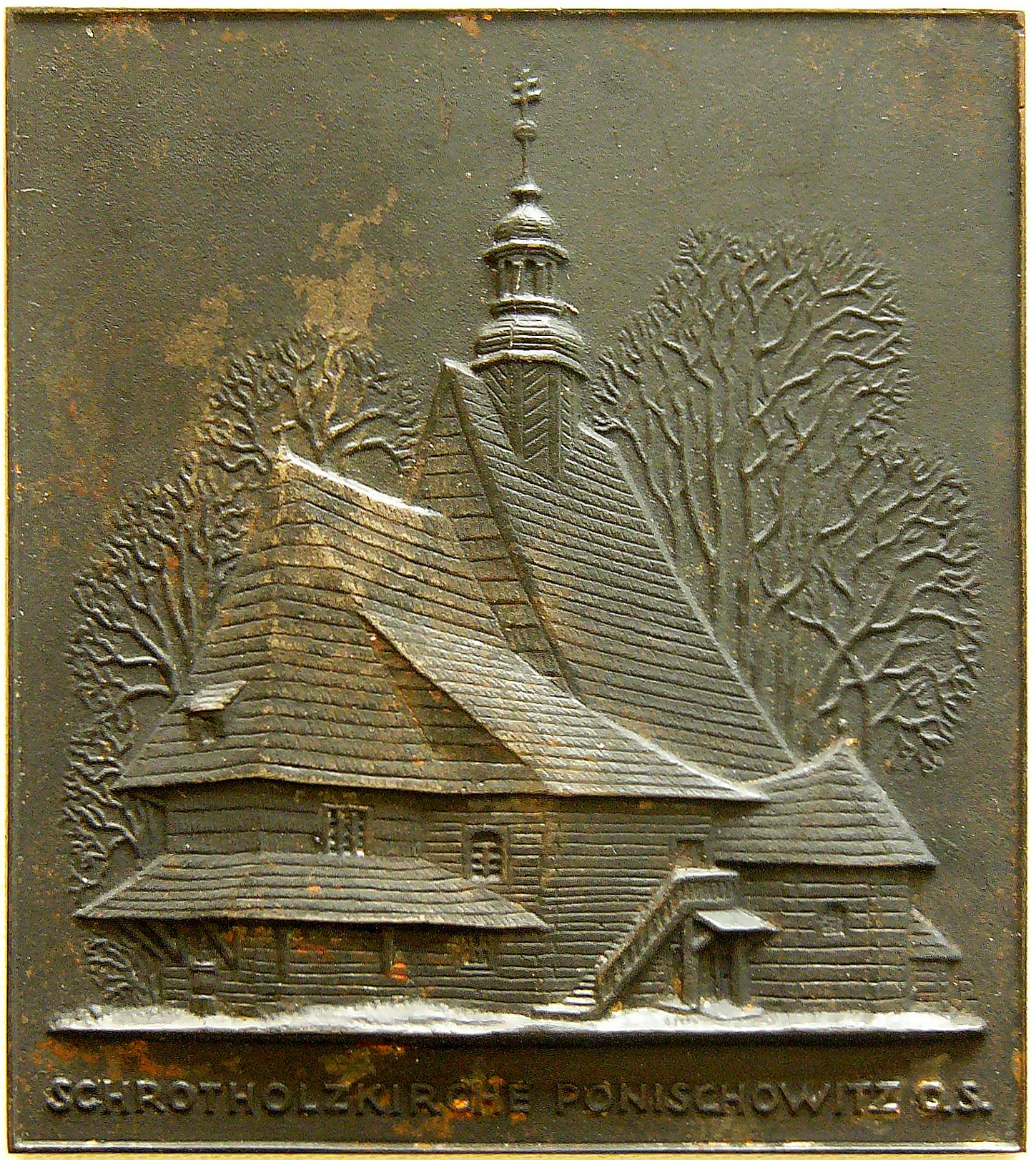
Plakietka autorstwa Petera Lippa z wizerunkiem kościoła p.w. św. Jana Chrzciciela w Poniszowicach. Odlana w Królewskiej Odlewni Żeliwa w Gliwicach.

Poniszowice (niem. Ponischowitz) – wieś sołecka w Polsce położona w województwie śląskim, w powiecie gliwickim, w gminie Rudziniec.
Wieś wzmiankowana w 1223 roku. W latach 1954–1972 wieś należała i była siedzibą władz gromady Poniszowice.  W latach 1973–1977 miejscowość była siedzibą gminy Poniszowice. W latach 1975–1998 miejscowość administracyjnie należała do województwa katowickiego.

## Nazwa
W księdze łacińskiej Liber fundationis episcopatus Vratislaviensis (pol. Księga uposażeń biskupstwa wrocławskiego) spisanej za czasów biskupa Henryka z Wierzbna w latach 1295–1305 miejscowość wymieniona jest w formie Ponussowitz.
W czasach  III Rzeszy w latach 1936–1945 nazwę miejscowości zmieniono na niemiecką Muldenau/Oberschlesien.

## Edukacja
We wsi znajduje się szkoła podstawowa.

## Turystyka
Przez wieś przebiegają szlaki turystyczne:
- - Szlak Ziemi Gliwickiej
- - Szlak Stulecia Turystyki

## Zabytki
- drewniany kościół parafialny pw. św. Jana Chrzciciela[8][9] zbudowany w 1404 roku, jeden z najstarszych na Górnym Śląsku[10]
- płyta nagrobna nagrobka Antoniego von Fragstein und Niemsdorffa na terenie cmentarza[11]
- krzyż na "Sznurowej Górze" upamiętniający starcie wojsk czeskich z oddziałami hrabiego Mansfelda w czasie wojny trzydziestoletniej[12]
- na cmentarzu w Poniszowicach rośnie najokazalszy w województwie śląskim wiąz szypułkowy, okaz o obwodzie 639 cm i wysokości 30 m (w 2015)[13].